# International Lesbian, Gay, Bisexual, Trans and Intersex Association
Die International Lesbian, Gay, Bisexual, Trans and Intersex Association (ILGA World) ist der weltweite Dachverband der Organisationen von Lesben, Schwulen, Bisexuellen, Trans- und Intergeschlechtlichen (LGBTI). ILGA World hat ihren Sitz in Genf, Schweiz.

## Ziele und Aufgaben
Die 1978 gegründete Organisation versteht sich als die einzige internationale gemeinnützige Nichtregierungsorganisation, die sich für die Gleichberechtigung von Lesben, Schwulen, Bisexuellen, Trans und Intergeschlechtlichen engagiert und für die Befreiung von den an diesen Menschen verübten Menschenrechtsverletzungen und Diskriminierungen. Der Status als Nichtregierungsorganisation erscheint jedoch zweifelhaft, da z. B. ILGA-Europe, der europäische Regionalverband der Organisation, zu über 70 % aus öffentlichen Haushalten (nämlich von der Europäischen Kommission und der niederländischen Regierung) finanziert wird.
Der Verband übernimmt die Koordination von z. B. internationalen Kampagnen, wirkt als Dachverband ihrer Mitgliederorganisationen und vermittelt zwischen diesen. Außerdem vertritt sie diese und deren Mitglieder u. a. vor internationalen Organisationen und Regierungen.
Die ILGA World arbeitet eng mit Verbündeten, wie internationalen Menschenrechts- und Gewerkschaftsorganisationen, zusammen.
Mit Hilfe der im Vereinigten Königreich beheimateten Sigrid-Rausing-Stiftung (Tetra-Pak-Erbin und Mäzenin) werden seit 2003 weitere Aktivitäten finanziert, darunter vor allem auch Projekte außerhalb der EU in Osteuropa und Transgender-Projekte.
Auf der 24. ILGA-Weltkonferenz, welche 2008 in Wien stattfand, wurde der Name der Organisation um Bisexual, Trans and Intersex erweitert.

## Struktur
Vollmitglieder der ILGA World sind gemeinnützige lokale und nationale LGBTI-Organisationen. Auch LGBTI-Gruppierungen, die Teil einer Nicht-LGBTI-Organisation sind, erhalten diesen Status. Natürliche Personen werden als Einzelmitglieder geführt. Andere Organisationen, darunter ganze Städte, sind assoziierte Mitglieder.
2007 hatte die ILGA World mehr als 560 Mitgliedsorganisationen aus 90 verschiedenen Ländern auf allen Kontinenten. In Europa waren es über 200 Organisationen.
Das höchste Beschlussgremium ist die Weltkonferenz, die mindestens alle zwei Jahre stattfindet. Hier wird unter anderem über Mitgliederneuaufnahmen entschieden und das Generalsekretariat gewählt.
Das „ILGA World Executive Board“ besteht aus dem Generalsekretariat und den Regionalsekretariaten, die jeweils mit einer Frau und einem Mann besetzt werden, sowie einer Vertreterin des Frauensekretariats und einer Person aus dem Transsekretariat.
Die Generalsekretärin der ILGA World ist seit 2008 Gloria Careaga Pérez (Mexiko). Der Generalsekretär ist seit August 2013 Azusa Yamashita (Japan).
Seit Dezember 1996 gibt es regionale Sektionen, die sich meist an den Kontinenten und anderen internationalen Zusammenschlüssen orientieren.
Die Regional-Repräsentanten werden entweder während einer Regionalkonferenz oder auf der Weltkonferenz gewählt.
Aktuelle regionale Repräsentanten:
- Pan Africa ILGA: Monica Tabengwa (Botswana) und Yahia Zaidi (Algerien)
- ILGA-Oceania: Corey Irlam (Australien) und Ymania Brown-Gabriel (Samoa)
- ILGA-Asia: Kaona Saowakun „Toh“ (Thailand) und Dan-Dan „Dana“ Zhang (China)
- ILGA-Europe: Maria Sjödin (Schweden) und Martin K.I. Christensen (Dänemark)
- ILGA-LAC (Latin America and the Caribbean): Josefina Valencia Toledano (Mexiko) und Beto de Jesus (Brasilien)
- ILGA-North America: Haven Herrin (USA) und Stephen Seaborn (Kanada)

Die größte Neuerung bei der Weltkonferenz 2006 in Genf war die Einrichtung des Transsekretariats, das von Belissa Andía Pérez repräsentiert wird und von ihr auch maßgeblich durchgesetzt wurde.
Bestimmte Mitgliedsorganisationen werden für spezielle Themen-Sekretariate gewählt:
- Frauensekretariat: RFSL (Riksförbundet för sexuellt likaberättigande, Schweden)
- Transsekretariat: Instituto Runa (Peru)

Seit 2009 gibt es die Position eines fest angestellten Executive Director, um die Aktivitäten der Mitgliedsorganisationen besser koordinieren zu können. Seit 2013 hat Renato Sabbadini diese Position inne.

## ILGA-Europe
Mit Unterstützung der EU hat ILGA-Europe ein Büro in Brüssel, wo derzeit auch das Weltbüro stationiert ist. Die Europäische Sektion ist hier bei der Europäischen Kommission akkreditiert.
Mitgliedsorganisationen im deutschsprachigen Raum sind etwa der LSVD+ – Verband Queere Vielfalt e. V., mehrere Homosexuelle Initiativen (HOSI) in Österreich und BiNe – Bisexuelles Netzwerk e. V. sowie Pink Cross in der Schweiz und Rosa Lëtzebuerg in Luxemburg.

## Kontroversen und Auseinandersetzung um UN-Beraterstatus
In den 1990er Jahren geriet die ILGA World in deutliche – auch interne – Kritik, da pädophile Organisationen wie die North American Man/Boy Love Association (NAMBLA) als Mitglieder geduldet wurden. Unter anderem beschloss daraufhin der US-Senat einstimmig, dass keine öffentlichen Gelder an Organisationen vergeben werden dürfen, welche sich für die Legalisierung von Pädophilie einsetzen. Das Bekanntwerden dieser Beziehungen hatte auch 1994 den Entzug des UN-Beraterstatus zur Folge. Unter diesem Druck beschloss die ILGA World mit großer Mehrheit, pro-pädophile Gruppen wie die NAMBLA oder den deutschen Verein für sexuelle Gleichberechtigung (VSG) auszuschließen, und die Statuten der Vereinigung wurden um die Unvereinbarkeit mit Pädophilie ergänzt.
Mit zehn gegen fünf Stimmen hatte der Wirtschafts- und Sozialausschuss (ECOSOC) der Vereinten Nationen im Januar 2006 den Antrag der ILGA World abgelehnt, wieder als Nichtregierungsorganisation mit Beraterstatus anerkannt zu werden. Bei der Abstimmung kam es zu ungewöhnlichen Konstellationen: So stimmten Staaten, in denen Homosexualität verboten ist (Simbabwe, Sudan, Iran), ebenso gegen den Antrag wie die USA und Kuba. Vertreter Deutschlands und Dänemarks kritisierten die Entscheidung deutlich.
Am 11. Dezember 2006 hat der ECOSOC die Akkreditierung von ILGA-Europe als Nichtregierungsorganisation mit offiziellem Beraterstatus mit 24 zu 16 Stimmen bei 10 Enthaltungen angenommen.
Im Juni 2011 gewährte der ECOSOC der ILGA World nach einer Abstimmung mit 29 zu 14 Stimmen einen offiziellen Beraterstatus.